# 浭阳县
浭阳县，中国旧县名。
1946年，国民政府批准析丰润县南部并划入滦县西南部的钱营镇、稻地镇等地置，治所在今河北省丰南县胥各庄镇，县长沈志诚。与此同时，由中国共产党领导的解放区也在当地设立丰南县建制，名义范围基本与浭阳县重合。1948年，浭阳县长沈志诚辞职。随后由于国民政府在第二次国共内战中败退，浭阳县自然消失。